# Мая (приток Алдана)

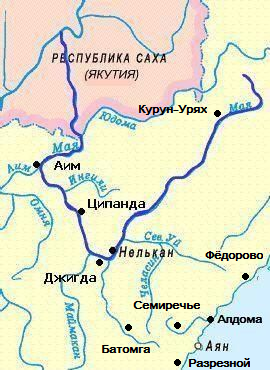

Ма́я (якут. Маайа) — река в России, правый приток Алдана. Протекает по территории Хабаровского края и Якутии.

## Этимология
Из эвенкийского майа «лабаз» и чукотского май — «склад, лабаз».

## Общие сведения
Образуется слиянием рек Правая Мая и Левая Мая. Большей частью протекает в пределах Юдомо-Майского нагорья. Длина — 1053 км, площадь бассейна — 171 000 км². Среднегодовой расход воды в 88 км от устья — 1159 м³/с. В верхнем и среднем течении долина широкая, заболоченная, в низовьях более узкая. Питание смешанное. Половодье с мая по сентябрь. Замерзает во 2-й половине октября, вскрывается в мае.
Судоходна на 547 км от устья. В Хабаровском крае расположен участок от истока до устья р. Юдомы (874 км).
Во 2-й половине XVII века по долине Маи шёл путь из Якутска к Охотскому морю.
На реке расположены населённые пункты Курун-Урях, Нелькан, Джигда, Аим, Усть-Юдома, на реке Алдан напротив устья — Усть-Мая.
| Средний расход воды (м³/с) реки Маи по месяцам и за год с 1935 по 1999 гг. (замеры производились на гидрологическом посту в 88 км от устья) |

## Основные притоки
(расстояние от устья)
- 64 км — У-Юрях (пр)
- 90 км — Чабда (лв)
- 179 км — Юдома (пр)
- 275 км — Аим (лв)
- 355 км — Ингили (пр)
- 407 км — Ляки (пр)
- 479 км — Маймакан (лв)
- 522 км — Батомга (лв)
- 573 км — Северный Уй (лв)
- 782 км — Мурамня (пр)
- 822 км — Нудыми (лв)
- 914 км — Мати (лв)

## Данные водного реестра
По данным государственного водного реестра России и геоинформационной системы водохозяйственного районирования территории РФ, подготовленной Федеральным агентством водных ресурсов:
- Бассейновый округ — Ленский
- Речной бассейн — Лена
- Речной подбассейн — Алдан
- Водохозяйственный участок — Мая от истока до водомерного поста с. Аим